# 萨格奈河
萨格奈河（法語：Rivière Saguenay，法語發音：[ʁivjɛʁ saɡnɛ]）是加拿大魁北克省的主要河流，是圣劳伦斯河的支流，长170千米，发源自圣让湖，自西北西向东南流入圣劳伦斯河。

## 地理
萨格奈起源于阿尔玛的圣让湖。有两个通道：La Petite Décharge 和 La Grande Décharge，上面建有 Île Maligne 水电站。由这两条河流形成的岛屿是阿尔玛市的一部分。在这个地方，水是淡水。三座桥穿过“Petite Décharge”，另外两座桥穿过“Grande Décharge”。当这两条河流在阿尔玛以东交汇时，萨格奈河才真正开始。它始于一个几公里长的水库，与水坝建成之前点缀在河流中的急流和强大的瀑布不同。
在魁北克省的希普肖，萨格奈河再次一分为二。在北部水道上，有 Shipshaw 水电站，南侧有 Chute-à-Caron 发电厂。铝桥就位于这里。

### 支流
萨格奈河的重要支流是（向上游）：
- 圣玛格丽特河
- 东北圣玛格丽特河
- 圣让河